# Assedio di Torino (1799)
L'assedio di Torino fu un episodio della guerra della Seconda coalizione, che vide la città, occupata da una guarnigione francese al comando del generale Fiorella, venire assediata dalle forze austro-russe del generale Suvorov. La cittadella, ultimo baluardo della resistenza repubblicana, cadde il 20 giugno 1799.

## Contesto storico
Dopo un titubante e scoraggiante inizio sotto la gestione del generale Schérer, le truppe francesi, che stavano tentando di prendere la fortezza di Verona, furono costrette a ritirarsi in Lombardia. Nel frattempo, dopo una lunga marcia dalla Russia, il generale Suvorov era giunto in Italia con i suoi uomini, prendendo il comando dell'esercito della coalizione nella pianura Padana. 
Dopo aver preso Brescia in una manciata di ore, Suvorov dispose i suoi uomini per sfondare le linee difensive francesi sul fiume Adda e cacciare i repubblicani dalla Lombardia. Con un'offensiva avvenuta nell'arco di tre giorni, Suvorov ed i suoi subordinati inflissero altrettante pesanti sconfitte alle forze di Moreau, nuovo comandante dell'Armata d'Italia, riuscendo persino a catturare per intero la divisione di Sérurier. Non potendo proteggere Milano e più in generale sperare di riuscire a resistere in Lombardia, i francesi si ritirarono in Piemonte.

## Antefatti

### Gli scontri di Bassignana e Marengo
Mentre in Consiglio aulico di Vienna chiedeva al generalissimo Suvorov di prendere Mantova e le altre fortezze lombarde ancora in mano alle guarnigioni francesi, il formidabile stratega russo stava già pianificando il modo in cui spingere ancora più indietro l'esercito di Moreau. Due erano le possibilità che stava seriamente considerando: marciare da nord direttamente su Torino o passare da sud, attraversando il Po e prendendo prima Tortona e Alessandria, in modo da tagliare le comunicazioni dei repubblicani con la Liguria e possibilmente anche con la Francia.
Inizialmente, Suvorov aveva dato ordine alle sue forze di preparare l'attraversamento del Po nei pressi di Valenza, mandando in avanti la divisione del generale Rosenberg assieme all'Arciduca Costantino. In seguito alla notizia che Valenza, che si credeva erroneamente essere libera dalle forze francesi, era in realtà occupata da un folto gruppo di soldati, tale ordine venne ritirato. I due comandanti russi, giunti nei pressi di Bassignana e Mugarone, non ricevettero il messaggio in tempo e diedero avvio all'attraversamento: la mattina del 12 maggio i russi entrarono a Bassignana. Poche ore dopo, nei presi di Pecetto, incontrarono le prime forze francesi. Lo scontro si dilungò, con i francesi capaci di respingere tre diversi tentativi di assalto: il tempo guadagnato fu sufficiente a permettere l'arrivo dei rinforzi delle divisioni di Grenier e dell'avanguardia di Gardanne. Ottenuta finalmente la superiorità numerica, i francesi attaccarono le forze russe, respingendole. Questi dovettero prima abbandonare Pecetto, poi Bassignana ed infine ritirarsi a tarda notte, attraversando il fiume mentre il fuoco dei cannoni francesi era diretto contro di loro.

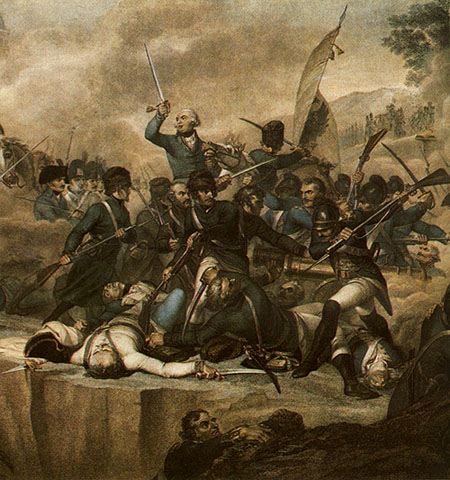
L'esercito russo del generale A. Suvorov alla battaglia di Cassano d'Adda (27 aprile 1799), Luigi Schiavonetti

Poco tempo dopo, i francesi vennero a sapere che Tortona era stata occupata dalle forze russe, con la sola cittadella ancora in mano repubblicana. Intuendo le ragioni dell'avanzata delle forze imperiali, Moreau spostò le proprie truppe lungo la Bormida. L'intenzione del generale francese era di mantenere il possesso della città di Alessandria. Le cose non andarono come sperato: il 16 maggio le truppe francesi oltrepassarono il fiume e si diressero nei pressi di San Giuliano. Lungo il percorso furono avvistati ed intercettati da alcuni reparti delle forze imperiali. Nonostante gli scontri iniziali terminarono per la quasi totalità in favore dei repubblicani, Suvorov decise di intervenire con le sue forze di riserva per stabilizzare la situazione. Lentamente, i due schieramenti raggiunsero la parità numerica e si giunse ad una fase di stallo, dove le forze imperiali furono in grado di rallentare e bloccare l'avanzata nemica. A risolvere la situazione in loro favore fu l'arrivo delle forze del generale Bagration, arrivato da Novi con circa 5 000 uomini, che costrinse alcuni reparti francesi a dover retrocedere, subendo abbondanti perdite. Intuendo che non fosse più possibile sostenere a lungo il confronto con le forze alleate, Moreau ordinò la ritirata oltre la Bormida, eseguita con ordine dalle sue truppe.

### L'avanzata russa verso Torino
Non era più possibile restare ad Alessandria, siccome, non potendo più riprendere Tortona facilmente, la posizione francese non era sicura e un'ulteriore sconfitta avrebbe potenzialmente aperto la strada per la Francia. Trovandosi ad un bivio, Moreau fu costretto a prendere una decisione drastica: spostarsi a nord verso la Svizzera, dove si trovava Massena con dei rinforzi, o a sud, per mantenere le vie di comunicazione con la Liguria e la Francia. Avendo ricevuto notizia dell'avvistamento di truppe russe presso Valenza e ritenendo le posizioni sulle Alpi liguri sostenibili ed il porto di Genova necessario per le comunicazioni e l'arrivo di rifornimenti, Moreau optò per la strada verso sud. Questo, ovviamente, voleva dire che la città di Torino e la sua guarnigione, erano lasciate in balia al nemico. Lo spostamento verso le montagne liguri non fu affatto semplice: l'intera regione piemontese era entrata in aperta insurrezione contro il governo filo-giacobino e l'occupazione francese. In diversi casi, fu necessario l'uso della forze per riportare l'ordine nei paesi della pianura e permettere alle divisioni repubblicane di passare.

Suvorov assunse che Moreau volesse tentare di mantenere il possesso della capitale del regno sabaudo e pertanto si mosse verso al città, ergo andando in direzione opposta a quella dei francesi. Questo giocò a favore di Moreau: gli alleati persero completamente le loro tracce, continuando a cercarli nella zona sbagliata. Quando finalmente fu chiaro dove fossero diretti, le priorità di Suvorov mutarono: con il grosso dei francesi abbarbicati sui passi delle Alpi e degli Appennini, l'intera pianura piemontese era alla mercé delle sue truppe. Deciso quindi a liberare la pianura dalla sgradita occupazione repubblicana, Suvorov fece marciare i suoi uomini verso Torino, stavolta con la ferma intenzione di prendere la città.

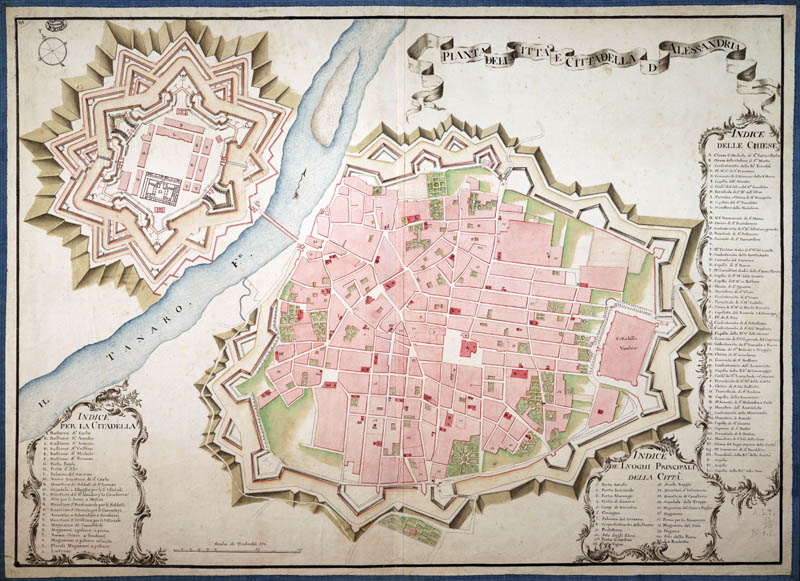
Piano della città di Alessandria di fine Settecento

Di conseguenza l'esercito congiunto, forte da 30 000 a 34 000 uomini, il 19 abbandonò lo Scrivia, ripiegò presso Voghera, e il giorno successivo andò a passare il Po, in parte a Cambiò ed in parte presso la foce del Ticino. Tre divisioni, che formavano un corpo numeroso quasi quanto l'esercito francese, furono lasciate sullo Scrivia e sul Tanaro: il primo, agli ordini del generale Alcaini, a bloccare il castello di Tortona; il secondo, sotto il generale russo Schweikowsky, a schermare Alessandria; il terzo, sotto il generale Seckendorf, a vigilare gli Appennini, esplorare il Monferrato e sostenere gli abitanti delle province di Mondovì e Ceva che erano in piena insurrezione. Infatti, questi avevano catturato un battaglione francese, massacrato un centinaio di uomini, preso dopo un blocco di nove giorni il castello di Ceva con la sua guarnigione di 300 uomini e avevano inviato a richieste di soccorso alle forze imperiali.
Il 21, la colonna dell'esercito combinato si riunì a Candia sul Sesia; vi riposarono il 22 e il 23 continuarono la marcia per Trino, Crescentino e Chivasso lungo la riva sinistra del Po. Il generale Vukassovich attraversò quel fiume a Casale e procedette per la sponda destra verso Torino per assecondare i movimenti compiuti sulla sponda opposta. Il 25 maggio, nel pomeriggio, l'esercito congiunto, composto da tre divisioni austriache ed una russa, comprendente l'avanguardia; composto da poco più di 30 000 uomini, si era accampato entro una lega da Torino.
Oltre alle forze regolari russe, una massa di contadini rivoltosi, guidata da tale Branda Lucioni, si era diretta verso la città, seguendo gli spostamenti di Vukassovich. Questi, partiti dal novarese, avevano estirpato al loro passaggio ogni traccia del passaggio giacobino, sradicando alberi della libertà ed erigendo croci al loro posto. Lucioni indottrinava le masse contadine, facendo leva sulla loro fede religiosa, instillando l'idea che sarebbero stati capaci di prendere la cittadella di Torino e che Gesù Cristo stesso sarebbe apparso a loro una volta compiuta l'opera e raggiunto il confine con la Francia. Nonostante le sue parole ispirate, i suoi atteggiamenti davano l'idea opposta: beveva smodatamente, intascava le taglie per la cattura dei soldati francesi e lasciava che i suoi uomini si dessero alle barbarie liberamente.

## L'assedio

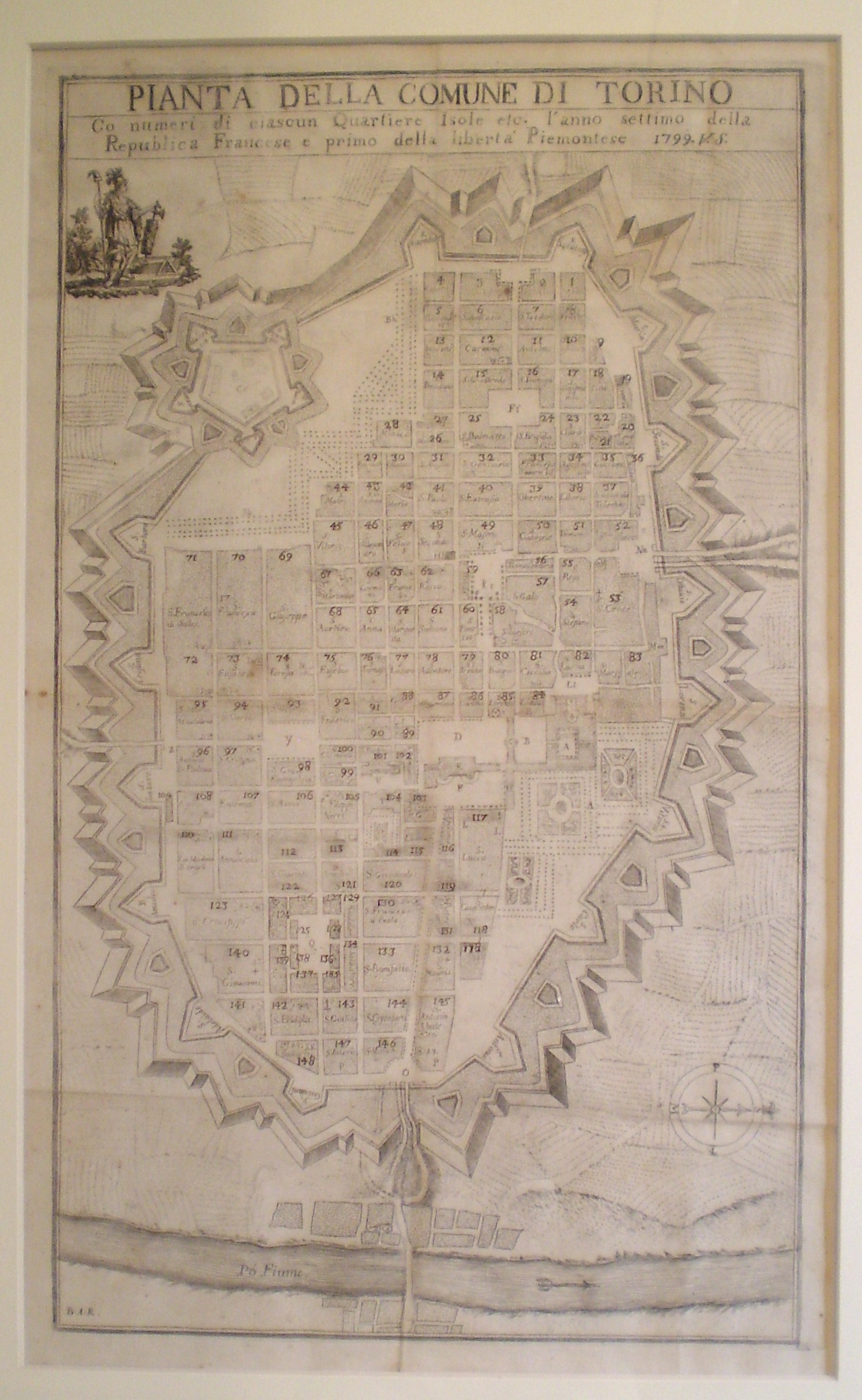
Pianta della città di Torino nel 1799

I francesi contavano 2 500 uomini al comando del generale Fioriella. Questi rifiutò di cedere la città. Nella stessa notte furono fatti passare sulla Stura a 7 000 o 9 000 austriaci che si spinsero fino al sobborgo di Balon, e lì si accamparono durante la notte. Nello stesso tempo, il generale Vukassovich prese possesso di un'altura, detta monte dei Cappuccini, che domina la città dalla parte del Po. Il generale Fiorella, per tutto il 26 maggio, rimase della convinzione di rifiutarsi di cedere la città, probabilmente per guadagnare tempo per l'evacuazione della stessa, e per poter prendere i provvedimenti necessari per la difesa della cittadella. Il generale Vukassovich ordinò alle sue batterie di attaccare al mattino. Dopo che il terzo proiettile aveva incendiato un quarto della città, la guarnigione decise di abbandonarlo e di rinchiudersi nella cittadella. Questa era un pentagono regolare, coperto di controguardie, mezzelune con rientranze, frecce davanti ai capitelli dei tre bastioni rivolti verso la campagna. Dal lato rivolto verso la città, invece, si presentavano alcuni difetti, sebbene rimanesse comunque difficile da espugnare.

Gli stessi abitanti aprirono le porte agli imperialisti verso mezzogiorno e nel corso della giornata tutto l'esercito passò per la città, e andò a prendere diverse posizioni tra essa e i paesi circostanti di Carmagnola, Pinerolo e Susa. Assieme alle forze di Vukassovich, anche la massa di rivoltosi di Lucioni entrò in città, proseguendo la scia di violenza antigiacobina che l'aveva caratterizzata nella marcia verso la capitale sabauda: i repubblicani venivano sistematicamente linciati o aggrediti e lasciati morire sul posto, coperti di sangue e lividi.

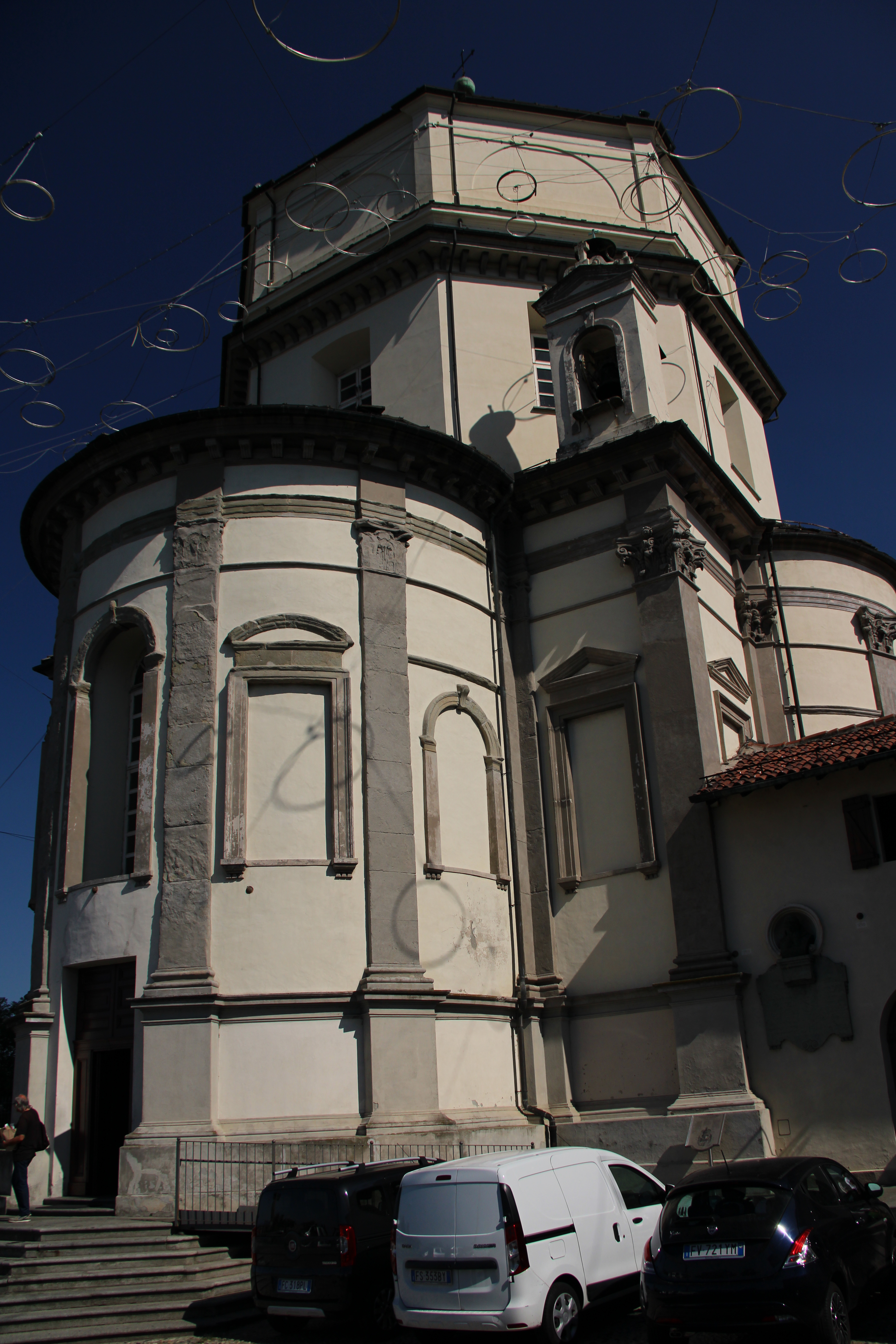
Torino, Santa Maria al Monte dei Cappuccini. Si possono ancora vedere alcune palle di cannone conficcate nella facciata della chiesa.

L'ingresso in città permise agli alleati di reperire un buon bottino: 261 cannoni, 80 mortai e 60 000 fucili, oltre ad un'enorme quantità di munizioni. Inoltre, occuparono le tre strade principali per le quali i francesi avrebbero potuto avvicinarsi a Torino, con lo scopo di proteggere dalle incursioni la cittadella, che i russi intendevano porre d'assedio. Dopo essersi ritirato nella fortezza, il generale Fiorella fece lanciare nella città alcune palle e granate ma essendogli stato fatto intendere che se il fuoco fosse continuato non gli sarebbe stata concessa alcuna capitolazione, acconsentì prontamente ad una convenzione con la quale si impegnava a non sparare più sulla città, così come gli alleati promisero di non fare sulla cittadina.

In meno di una settimana, Suvorov era riuscito ad avanzare fin quasi alle frontiere della Francia e a far sua la maggior parte del Piemonte. L'unica cosa che aveva impedito a Moreau di difenderlo era la scarsità di uomini. Il movimento del generale russo, per quanto audace, fu sicuramente aiutato dalla fortuna: i russi si mossero nello stesso giorno in cui Moreau lasciò Alessandria. Sembra, dagli ordini precedenti che erano stati dati all'esercito alleato, che anche se il generale francese fosse rimasto, il feldmaresciallo, avendo numerosi corpi sparsi a protezione del territorio, avrebbe proceduto ugualmente contro Torino.

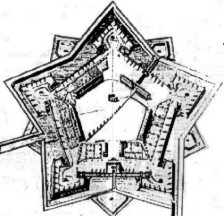
Schema della cittadella di Torino

Nei giorni precedenti alla discesa di MacDonald nella pianura Padana, quando ancora stava attraversando la Toscana, Suvorov fece preparare delle contromisure nel caso il francese fosse riuscito a sconfiggerlo. Tra di queste, due riguardarono l'assedio della cittadella, ancora in corso: tutto il materiale bellico non necessario, in particolare cannoni e mortai, vennero fatti spostare. Inoltre, il generale Kaim, con nove battaglioni, sei squadroni, due reggimenti di cosacchi e 3 000 piemontesi frettolosamente radunati e armati, fu incaricato di continuare l'assedio a Torino.
Mentre Suvorov ed il grosso dell'esercito si muovevano verso la Trebbia, Kaim e Chasteler organizzavano un attacco contro la cittadella. Nella notte tra il 10 e l'11 giugno fecero scavare delle trincee e posizionarono 100 cannoni. Nel giorno 19, la seconda parallela fu armata di 40 mortai e fu dato avvio ad un incessante ed intenso fuoco contro la fortezza. L'immensa quantità di risorse che gli alleati avevano a disposizione e lo scoppio di un incendio all'interno della cittadella, causato dai colpi nemici scoraggiarono gli uomini di Fiorella, ormai isolati già da un mese. Si arresero il giorno seguente.

## Conseguenze
Fiorella capitolò il 20 giugno, nonostante le risorse ancora disponibili gli permettesse di resistere ancora a lungo. Fu fatta firmare una convenzione: alla guarnigione fu concesso l'onore delle armi e la libertà di tornare in Francia, con l'obbligo di non combattere le forze della coalizione per sei mesi. Fiorella e gli altri ufficiali furono trattati da prigionieri di guerra e spediti in Germania. Dopo la resa e la consegna delle armi da parte dei francesi, le forze imperiali entrarono nella cittadella il 22 giugno. Sgomberata la fortezza dal materiale bellico che ospitava, gli uomini di Kaim andarono ad ingrossare le file delle divisioni di Suvorov sulla Bormida.
Il bottino fatto dagli alleati fu notevole: 374 cannoni, 143 mortai, 40 obici, 30 000 fucili e 5 000 quintali di polvere da sparo. Tutto ciò per la perdite di nemmeno 50 uomini. A tutto ciò si aggiungeva il bottino reperito nelle settimane precedenti, in seguito all'occupazione della città.